# Xaumian (Adiguèsia)
|  | Per a altres significats, vegeu «Xaumian (Krasnodar)». |

Xaumian - Шаумян (rus) és un khútor de la República d'Adiguèsia, a Rússia. És a 4 km al sud-oest de Tulski i a 14 km al sud de Maikop.
Pertanyen al possiólok de Sovkhozni.